# ゲラシモヴィッチ (小惑星)
ゲラシモヴィッチ (2126 Gerasimovich) は、小惑星帯に位置する小惑星である。
1970年8月、ソビエト連邦の天文学者タマラ・スミルノワが、クリミア天体物理天文台発見した。

## 名称
ソ連の天文学者ボリス・ゲラシモヴィッチ（Boris Petrovich Gerasimovich, 1889年 - 1937年）にちなんで命名された。ハリコフ大学教授であったゲラシモヴィッチは天文学科の主任であり、プルコヴォ天文台の所長を務めた。
この命名は1980年6月の小惑星回報で公表された。なおこれと同時に、クリミアで発見された小惑星に対して、ソ連の物故した天文学者に因んだ (1783) アルビツキー、(1954) クカーキン、(1984) フェディンスキー、(1987) カプラン、(2108) オットー・シュミット の命名が行われている。